# Taksony (grand-prince)
Taksony ou Toxun (latin : Toscus) (v. 905 - v. 972) est fejedelem, c'est-à-dire prince souverain de Hongrie de 955 à sa mort.

## Biographie
Taksony est le fils de Zoltan. C'est un homme féroce ; un chroniqueur qui l'appelle Urzus, dit qu'il est aussi rapace et cruel que l'animal dont il porte le nom. Mais c'est surtout un homme avisé ; reconnaissant que les raids dirigés contre la Germanie ne réussissaient plus, il se dirige contre l'Italie, qu'il sait très divisée.
Il organise de nombreux raids dans les territoires voisins, surtout en Italie (jusqu'à Otrante), et est probablement présent à la bataille de Lechfeld le 10 août 955, dans laquelle l'armée hongroise est annihilée et perd son chef Bulcsú (de). Avec la défaite de Lechfeld, les expéditions hongroises en Europe occidentale cessent brutalement. Dans les Balkans, les relations entre les Hongrois et les Byzantins se dégradent progressivement, peut-être parce qu'ils sont païens (c'est du moins ainsi que les décrit l'empereur Othon Ier). Bien que Taksony demande au pape Jean XII d'envoyer un évêque en Hongrie, il ne favorise réellement jamais le christianisme. Il a deux fils, Géza, qui poursuit la dynastie arpadienne, et Mihály.

## Sources
- Gyula Kristo Histoire de la Hongrie médiévale, t. I, le Temps des Arpads, Presses universitaires de Rennes, 2000  (ISBN 2-86847-533-7).